# Lobostemon capitatus
Lobostemon capitatus är en strävbladig växtart som först beskrevs av Carl von Linné, och fick sitt nu gällande namn av Buek. Lobostemon capitatus ingår i släktet Lobostemon och familjen strävbladiga växter. Inga underarter finns listade i Catalogue of Life.